# 尖吻尖鼻魨
尖吻尖鼻魨（學名：Canthigaster rostrata）為輻鰭魚綱魨形目四齒魨亞目四齒魨科的其中一種，為熱帶海水魚，分布於中西大西洋區，從美國南卡羅萊那州至安地列斯群島海域，棲息深度1-40公尺，體長可達12公分，棲息在礁石區及海草床，以甲殼類、軟體動物、海綿、棘皮動物、藻類等為食，生活習性不明，可作為觀賞魚。